# Protestantyzm na Wyspach Salomona
Protestantyzm na Wyspach Salomona w 2010 roku posiadał około 410 tysięcy wyznawców co stanowiło 76,6% populacji. Największymi wyznaniami są: anglikanizm (33,8%), ruch zielonoświątkowy (16,4%), metodyzm (ok. 11%) i adwentyzm (10,2%).
Największe kościoły protestanckie na Wyspach Salomona, w 2000 i 2010 roku, według Operation World:
| Kościół                                 | Liczba wiernych (2000) w tys. | Liczba wiernych (2010) w tys. | Procent ludności |
| Kościół Melanezji                       | 156                           | 156                           | 29,1%            |
| Ewangeliczny Kościół Morza Południowego | 85                            | 98                            | 18,3%            |
| Kościół Adwentystów Dnia Siódmego       | 43                            | 54,6                          | 10,2%            |
| Kościół Zjednoczony na Wyspach Salomona | 50                            | 52                            | 9,7%             |
| Kościół Episkopalny                     |                               | 25                            | 4,7%             |
| Christian Fellowship Church             | 10,6                          | 10,25                         | 1,9%             |
| Christian Outreach Centre               | 5                             | 4,15                          | 0,77%            |
| Kościół Wesleyańsko-Metodystyczny       |                               | 3                             | 0,56%            |
| Zbory Boże                              | 2,1                           | 2,7                           | 0,5%             |
| Kościół „Żywe Słowo”                    |                               | 2,1                           | 0,39%            |